# Anny Bæcklund
Anna "Anny" Bæcklund, född 26 mars 1891 i München, död 10 februari 1972 i Limhamn, var en svensk målare.
Hon var dotter till den tyske konstnären Alior Fendt och Maria Seblad samt från 1914 gift med lektorn Per Sigurd Bæcklund (1879–1940). Bæcklund studerade konst i München och har i Sverige ställt ut med Föreningen Svenska Konstnärinnor. Hennes konst består av framför allt av porträtt.